# Föroya Bjór
Föroya Bjór è un birrificio faroese con sede a Klaksvík, dove fu fondato nel 1888. Oltre alle birra, l'azienda produce anche bevande analcoliche e dall'agosto 2007 è l'unica produttrice di birra dopo la chiusura di Restorffs Bryggjarí. I suoi prodotti sono venduti principalmente sul territorio faroese, ma oggi è possibile reperirli anche in alcune città danesi come Copenaghen e Vejle e - più difficilmente - in Islanda.

## Storia

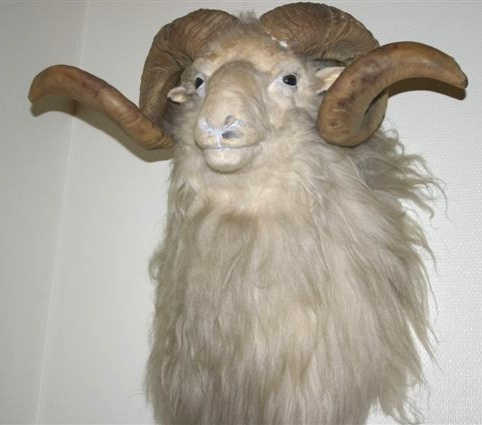
Föroya Bjór ha un ariete come simbolo.

Nel 1883 Símun í Vági si trasferì in Danimarca per studiare l'arte della birrificazione e della cottura al forno. Dopo il suo ritorno alle Fær Øer nel 1888 fondò un suo birrificio a Klaksvík, il secondo nel paese dopo Restorffs Bryggjarí.
Nel 2009 Föroya Bjór ha aperto una sede anche a Reykjanesbær, in Islanda, dove da qualche anno è possibile trovare i suoi prodotti in vendita.

## Nome e simbolo
La questione relativa al nome è piuttosto curiosa. In faroese, infatti, la birra è chiamata øl, mentre bjór è un tipo particolare di birra. Inoltre, la lettera ö di "Föroya" è usata molto raramente oggi, perlopiù in testi scritti in stile arcaicizzante. In ogni caso, il nome dell'azienda significa molto semplicemente "Birra delle Fær Øer". Il simbolo, invece, è quello di un ariete fin dalla fondazione.

## Prodotti
- Veðrur - 4,6%: una pilsener con una combinazione di malto e luppoli
- Gold Export Lager - 5,8%: sapore alla frutta in combinazione con malto e luppoli
- Jólabryggj - 5,8%
- Páskabryggj - 5,8%
- Ljóst Pilsnar - 2,7.%|
- Maltöl - (birra al malto) ha appena il 2% di gradazione alcolica, al sapore di malto
- Jólaöl - (letteralmente "birra di Natale") è una birra scura al sapore di malto venduta solo nel periodo natalizio
- Sluppöl - 5,8%: birra ambrata con malto, caramello e luppoli (1984).
- Black Sheep - 5,8%: birra senza glutine al sapore di caramello, luppoli e malto arrostito (2001).
- Classic - 4,6%: una pilsener scura (2002).
- Rockall Brown Ale - 5,8%.  (2006).
- Rockall Wheat Beer (2006)
- X-mas 1888 - 5,8% (2007)
- Green Islands Stout - 5,8%: una birra dolce con un aroma agrodolce. Contiene tracce di caffè, liquirizia e cioccolato (2008).
- Green Islands Special - 5,8% (2008)
- Sct. Brigid Ale - 4,6% (2008).
- Sct. Brigid Abbey Ale - 5,8%
- Sct. Brigid Boheme (2008)
- Sct. Brigid Blond (2008)
- Sct. Brigid IPA (2008)

## Galleria d'immagini

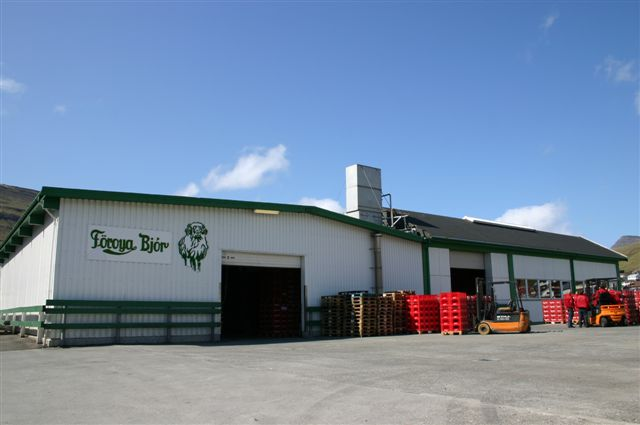
Lo stabilimento di Klaksvík
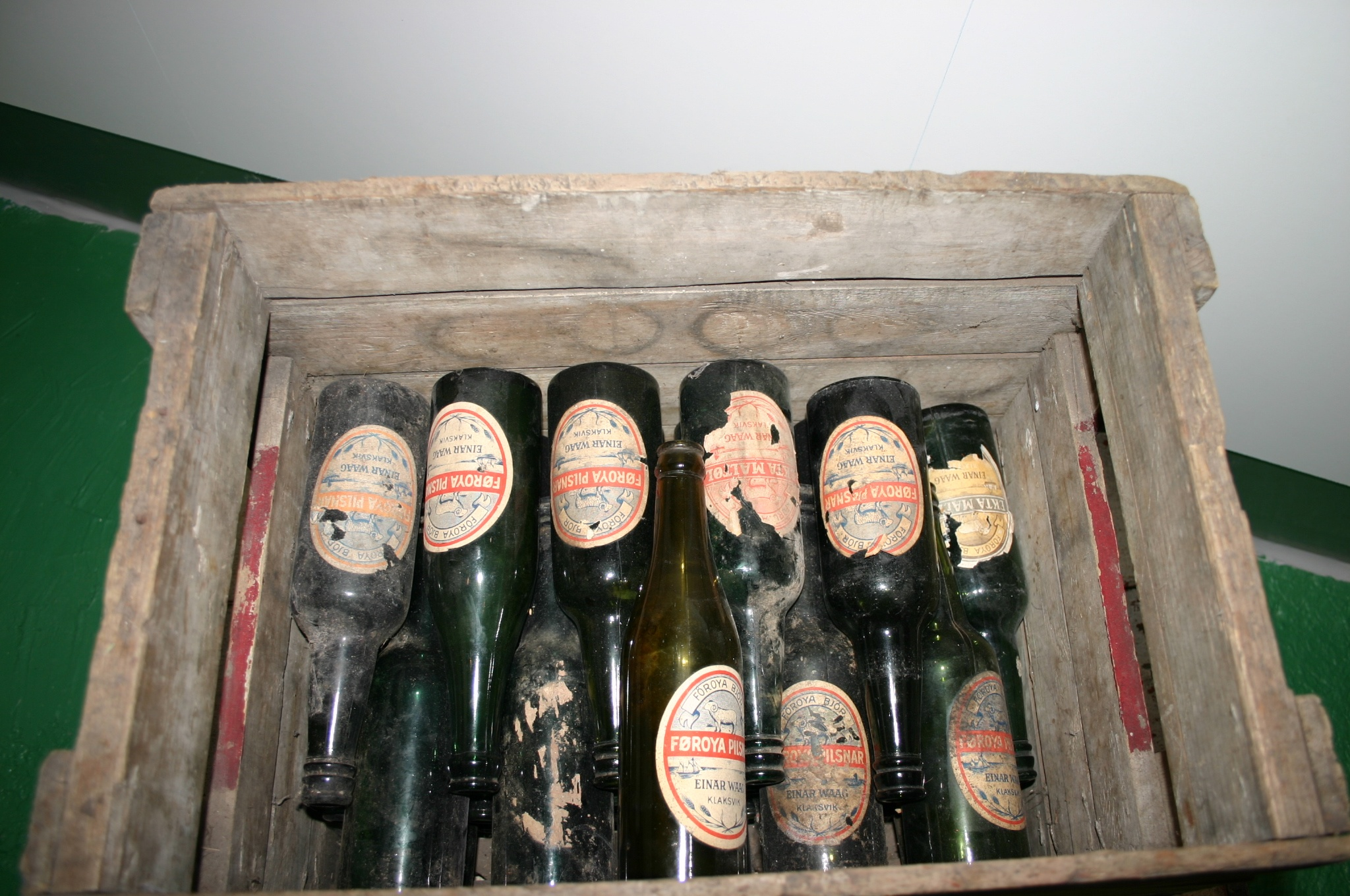
Vecchie bottiglie di birra
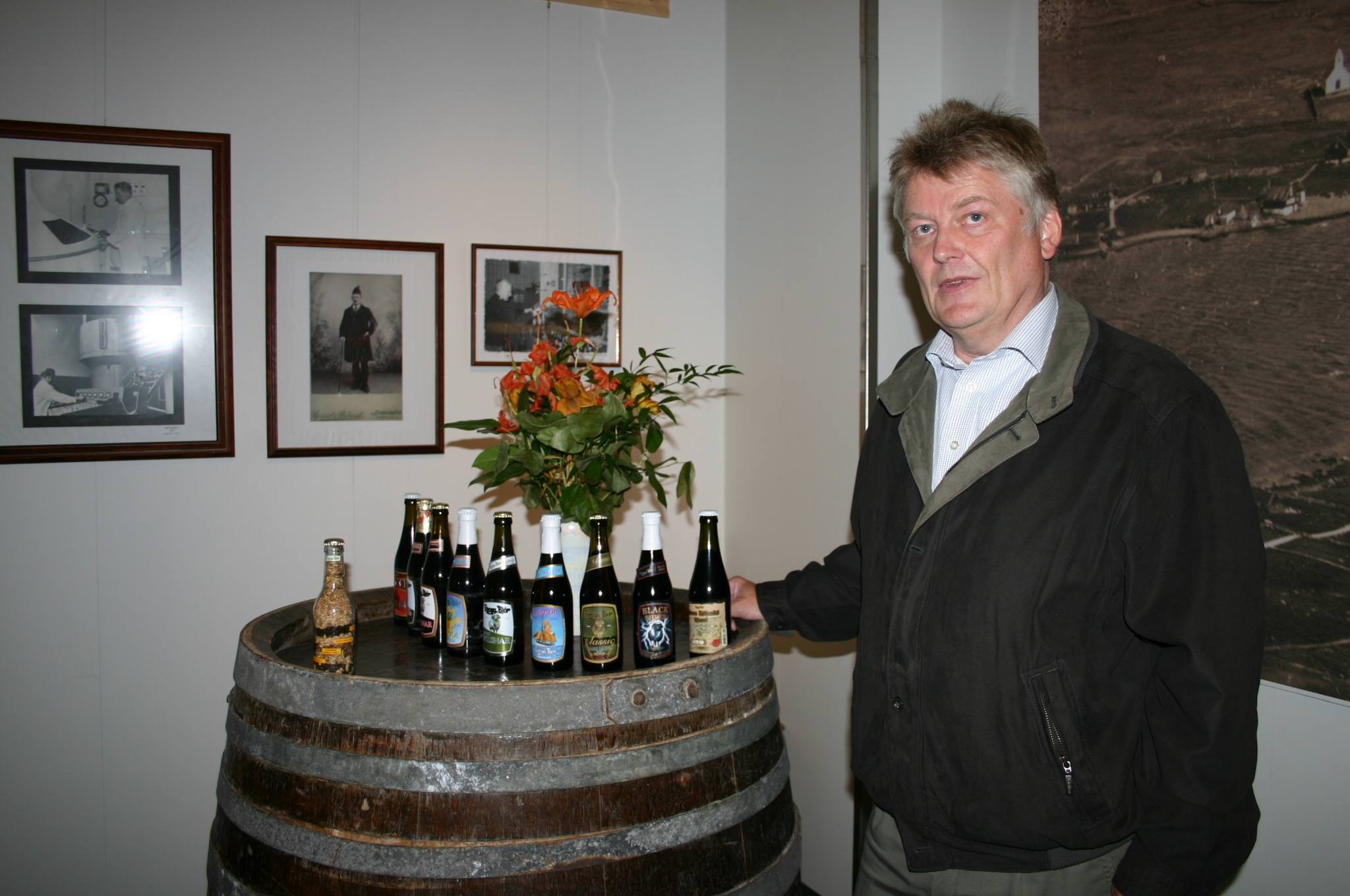
Einar Waag, l'attuale amministratore di Föroya Bjór
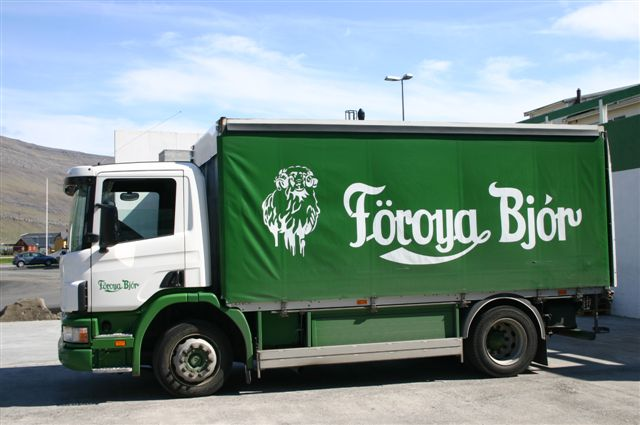
Un camion della Föroya Bjór